# Rolde de Estudios Aragoneses
El Rolde de Estudios Aragoneses (por siglas, REA) es una asociación cultural creada en 1977 que realiza una labor de promoción y divulgación de temas culturales relacionados con Aragón (historia, filología, antropología, derecho, economía, creación literaria y artística, etc.), desde un punto de vista abierto y plural. Así, realiza actividades (exposiciones, ayudas a la investigación, cursos, jornadas, seminarios...) y tiene un catálogo de publicaciones que supera de largo un ciento, con un interesante repertorio de publicaciones periódicas, de entre las cuales Rolde: revista de cultura aragonesa, es la más importante, junto a la que se realiza en idioma altoaragonés para niños y que se llama Papirroi.
Entre otros grupos de trabajo que REA ha constituido en su seno, destacan: 
- La Sección de Lenguas Minoritarias Aragonesas.

- El Centro de Estudios sobre la Despoblación y Desarrollo de Áreas Rurales (CEDDAR), dedicado a organizar trabajos de carácter científico y divulgativo relacionados con el desarrollo rural y con las políticas destinadas a frenar la despoblación, creando herramientas de análisis, reflexión y debate sobre ese problema.

- El Archivo de Aragonesismo Contemporáneo (ARACONT), una sección vinculada a tareas de documentación, investigación y divulgación relativas a movimientos culturales y políticos que han abogado por el reconocimiento de Aragón como realidad política y de su derecho a la autonomía.

Cuenta con la Declaración de Utilidad Pública, y es Entidad Declarada de Interés Público Municipal por el Ayuntamiento de Zaragoza, de cuyo Consejo Sectorial de Cultura forma parte. Además, es miembro de la Asociación Internacional para la Defensa de las Lenguas y Culturas Amenazadas (AIDLCM) y de la Federación Européenne des Maisons de Pays, y participa en el proyecto europeo MERCATOR, lo que da idea de su forma de entender el aragonesismo y la cultura, sin caer en tópicos localistas. En julio de 2010 la asociación fue galardonada con la Medalla de Oro de Santa Isabel, otorgada por la Diputación de Zaragoza.
El actual presidente es, desde 2023, Víctor Juan Borroy, profesor de la Universidad de Zaragoza, Pilar Bernad Esteban (vicepresidenta), Julia Ara Oliván (secretaria), María Luisa Royo Sasot (tesorera), y Jorge Cáncer Marín (interventor).